# Carl Heinrich Hermann
Carl Heinrich Hermann (* 6. Januar 1802 in Dresden; † 30. April 1880 in Berlin) war ein deutscher Freskomaler.

## Leben

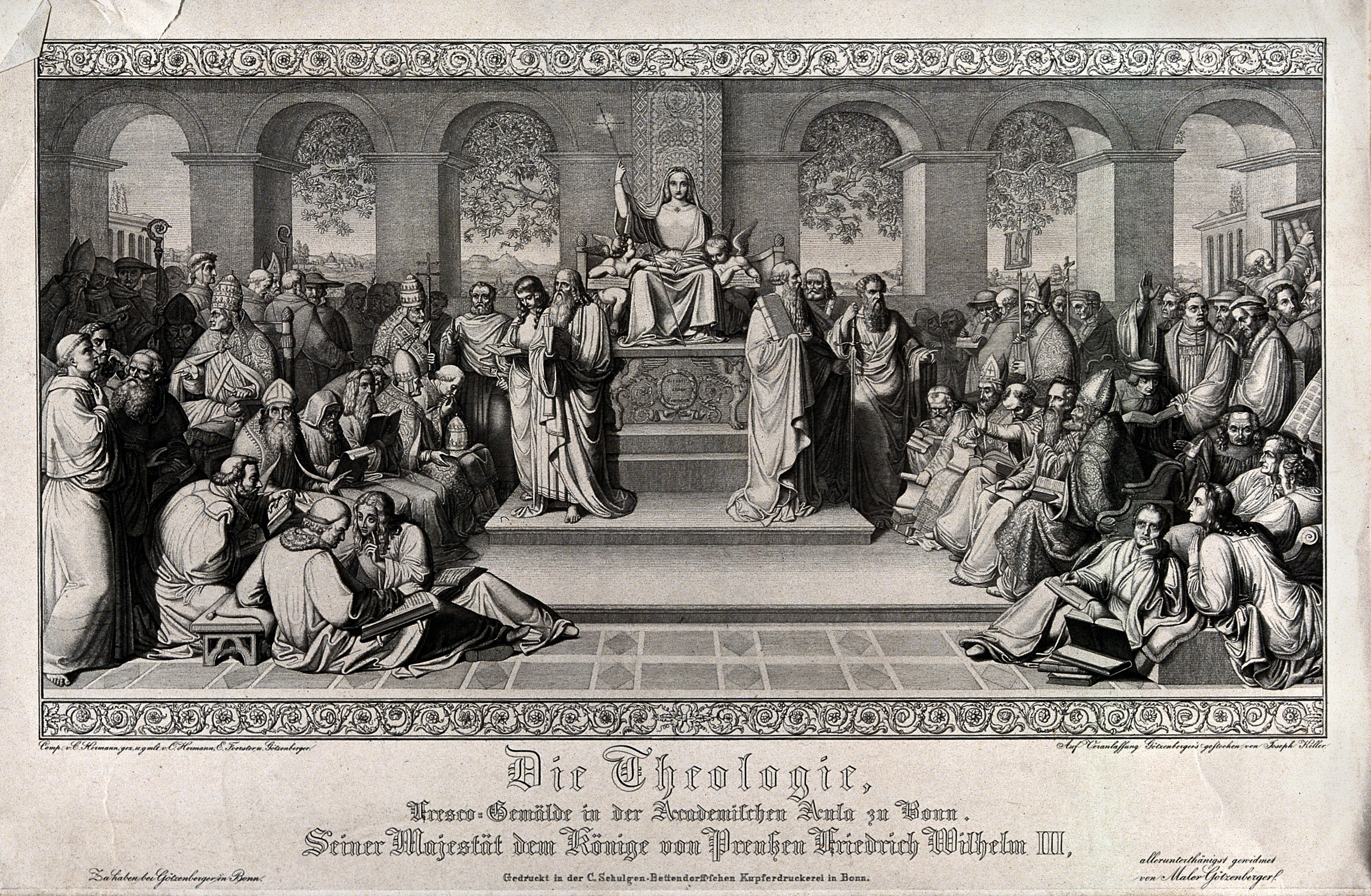
Die Theologie, Stich von Joseph von Keller nach dem Original in der Aula der Bonner Universität

Carl Heinrich Hermann wurde am 6. Januar 1802 in Dresden geboren. Er studierte an der Akademie in Dresden und anschließend an der Kunstakademie Düsseldorf unter Peter von Cornelius. Mit Jakob Götzenberger und Ernst Förster malte er gemeinsam die Fresken in der Aula der Universität Bonn, darunter die von ihm entworfene Allegorie Die Theologie, ein Werk von besonders tiefsinniger Erfindung, aber unvollkommener Färbung. Später begleitete er Cornelius nach München, wo er an der Ausführung der Fresken in der Glyptothek und in der Ludwigskirche beteiligt wurde.
Unter seinen eigenen Kompositionen sind die Fresken zu Wolframs Parzival im Königsbau der Münchner Residenz, das Deckengemälde der protestantischen Kirche: die Himmelfahrt Christi, und eins der Bilder aus der bayrischen Geschichte in den Arkaden des Hofgartens, den Sieg Kaiser Ludwigs des Bayern bei Ampfing darstellend, hervorzuheben. 1841 wurde Hermann nach Berlin berufen, um die Entwürfe Schinkels für die Vorhalle des Alten Museums auszuführen, trat aber 1842 wieder zurück, da er Schinkels Entwürfe auf Lichteffekte berechnet fand, welche der Freskomalerei nicht zu Gebote stehen.
In der Klosterkirche zu Berlin malte er 14 Freskobilder, die Erzväter, die Propheten, die Evangelisten und die Apostel Petrus und Paulus darstellend. Später zeichnete er 15 große Kompositionen, welche die Hauptentwicklungsmomente der deutschen Geschichte, von den in jenem Zeitalter vorherrschenden Architekturformen umgeben, zum Gegenstand haben und durch den Stich vervielfältigt worden sind. Die großen Hoffnungen, die Cornelius auf ihn gesetzt hatte, sind bei seiner schwachen schöpferischen Kraft und dem Zeitgeschmack, welcher schnell über die Cornelius-Schule hinwegging, nicht in Erfüllung gegangen.
Carl Heinrich Hermann starb 1880 im Alter von 78 Jahren in Berlin und wurde auf dem Alten St.-Matthäus-Kirchhof in Schöneberg beigesetzt. Das Grab ist nicht erhalten geblieben.

## Werke
- Beteiligung an den Fresken in der Aula der Universität, Bonn
- Beteiligung an der Ausmalung der Ludwigskirche, München (1836)
- Beteiligung an den Fresken in der Glyptothek, München
- Fresken zu Parzival im Königsbau der Residenz, München
- Wandmalereien in den Arkaden des Hofgartens, München
- 1841–1847 Fresken nach Schinkels Entwürfen in der Vorhalle des Alten Museums, Berlin
- Freskenmalereien in der Klosterkirche, Berlin

### Illustrationen (Auswahl)
- In: Reinick, Robert. Lieder eines Malers mit Randzeichnungen seiner Freunde. – Düsseldorf: Schulgen-Bettendorff, 1836, Probedruck.